# Саблинская улица
Са́блинская у́лица — улица в Петроградском районе Санкт-Петербурга. Проходит от Большой Пушкарской улицы до Кронверкского проспекта.

## История
На плане 1828 года обозначена как Малая Кронверкская улица (на участке от Большой Пушкарской улицы до Сытнинской улицы), на плане 1829 года — Рыночная улица (в современных границах), по находящемуся рядом Сытному рынку. С 1836 года носила название Сытная улица, Сытный переулок, Сытнинская улица, Сытнинский переулок.
16 апреля 1887 года присвоено название Саблинская улица, по деревне Саблино (ныне посёлок Ульяновка) в ряду улиц Петербургской стороны, наименованных по населённым пунктам Санкт-Петербургской губернии.

## Достопримечательности
- № 4 — доходный дом Осипова, 1909—1910, инженер Николай Ефимов[2].
- № 14 — Санкт-Петербургский университет информационных технологий, механики и оптики (ЛИТМО).